# Couvent de Reute
Le couvent de Reute est un couvent des Sœurs franciscaines de Reute (de) situé sur le Klosterberg dans le quartier de Reute de la ville de Bad Waldsee dans l'arrondissement de Ravensburg.

## Histoire
En 801, on mentionne pour la première fois une église populaire (de) à Reute, qui fut reconstruite après avoir été dévastée par les Hongrois en 926.
En 1403, cinq femmes fondèrent le couvent franciscain de Reute, dont la bienheureuse Élisabeth Achler (1386-1420), aujourd'hui appelée "Gute Beth".
En 1784/86, le couvent des franciscaines fut dissous de force par Joseph II dans le cadre de la sécularisation (de) et devint la propriété des princes de Waldburg-Waldsee.
En 1848, cinq "sœurs de la Charité" fondèrent à Ehingen sur le Danube une communauté qui fut reconnue comme telle par l'évêque de Rottenburg. En 1869, ces sœurs d'Ehingen acquirent les bâtiments du couvent de Reute, en Haute-Souabe, et redonnèrent vie au couvent. À partir de 1871, il devint la maison-mère de la congrégation des Sœurs franciscaines de Reute qui ont créé la fondation Sainte-Elisabeth (de) en 1999.

## Église du couvent
Après la démolition de l'ancienne église paroissiale, l'église paroissiale et de pèlerinage Saint-Pierre-et-Saint-Paul fut construite de 1623 à 1629 au-dessus de la colline du monastère sous la forme d'un vaste bâtiment neuf à trois nefs ; la tour de style roman tardif datant de 1250 de l'ancienne église paroissiale fut conservée. L'abbé Michael III des chanoines augustins du monastère de Waldsee (de) fut désigné comme maître d'œuvre ; le financement fut assuré par l'archiduc Léopold d'Autriche, l'archiduc Ferdinand et l'empereur Ferdinand II.
En 1634, pendant la guerre de Trente Ans, les bâtiments du monastère furent incendiés par les Suédois de passage avant la bataille de Nördlingen.
En 1757, les stalles du chœur furent installées. En prévision de la béatification d'Élisabeth Achler en 1766, une rénovation à grande échelle eut lieu de 1764 à 1766. L'église fut baroquisée et ornée de nombreuses fresques relatant la vie de la bienheureuse Élisabeth Achler, qui fut enterrée dans la tour de style roman tardif. Les fresques du chœur et de la nef de la "Guten Betha" (la Bonne Beth) furent réalisées par Eustachius Gabriel (de) ; le donateur était Martin Gerbert, prince-abbé de l'abbaye Saint-Blaise. Un nouvel autel de Beth et des cinq plaies fut offert par la ville de Waldsee et consacré par le cardinal Franz Konrad von Rodt, prince-évêque de l'évêché de Constance. Le tableau du maître-autel fut réalisé en 1774 par Martin Johann Schmidt.
En 1827, le maître-autel a été rénové et à partir de 1850, l'église a été entièrement rénovée par l'État du Wurtemberg, qui était tenu de l'entretenir. À la suite de mauvais choix et de malfaçons, des fresques ont été abattues et les plafonds, les murs et les fresques ont été recouverts de plâtre blanc. En 1865, l'autel baroque de la Vierge fut remplacé et, en 1868, l'autel de Joseph. En 1870, l'autel des cinq plaies ainsi que la chapelle de Beth furent remplacés par un nouvel aménagement comprenant un autel, un sarcophage et une grande sculpture ; les peintures du plafond et des murs furent réalisées par Jakob Söflinger dans le style nazaréen. En 1875, les peintures du chœur furent refaites dans l'ancien style, tout comme le maître-autel. De 1887 à 1891, les fenêtres de l'église Saint-Pierre-et-Saint-Paul du couvent ainsi que le revêtement de sol furent remplacés. En 1905, le nouvel orgue d'Eberhard Friedrich Walcker fut terminé. À partir de 1906, les fresques du plafond, qui avaient été repeintes, ont été remises à jour. À partir de 1935, l'entrée fut rénovée avec un sgraffite (motif : Pierre et Paul) par Josef Nicklas de Reute, ainsi qu'une rénovation extérieure. Après un grand incendie en 1957, une autre grande rénovation a eu lieu avec la conception de la chaire, du maître-autel, des autels latéraux. En 1977/78, l'orgue Reiser a été installé dans l'ancien buffet baroque. En 2007, l'autel et les stucs ont été restaurés.

## Carillon
Le carillon a été coulé dans les années 1950 par Heinrich Kurtz à Stuttgart avec six cloches "do dièse - mi - fa dièse - la - si - do dièse" ; le carillon précédent de la fonderie de cloches Grüninger (de) à Villingen n'avait pas survécu aux guerres mondiales. En 2008, une rénovation générale du clocher et de la sonnerie a été effectuée.
Une horloge de tour a été installée en 1904 par la fabrique d'horloges de tour Philipp Hörz.

## Sœurs
La sœur Ludgera Haberstroh, mosaïste et vitrailliste, fait partie du couvent.

## Le couvent
Dans le couvent, on peut voir la "fontaine de la Bonne-Beth" et la chapelle Saint-François, ainsi que, dans le parc, un chemin avec des stations de Chemin de croix et le vaste cimetière du monastère.

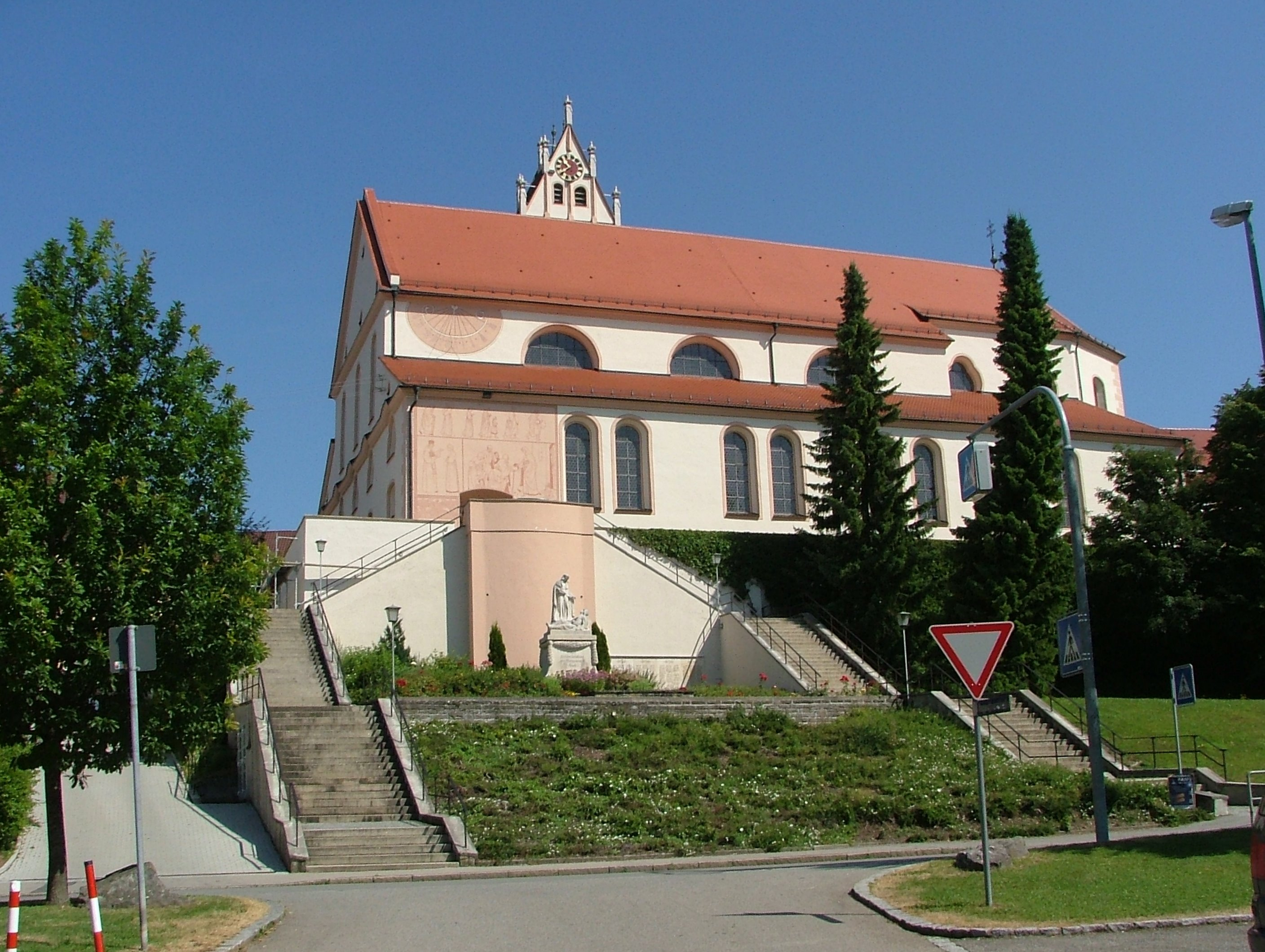
L'église Saint-Pierre-et-Saint-Paul sur la colline du monastère.
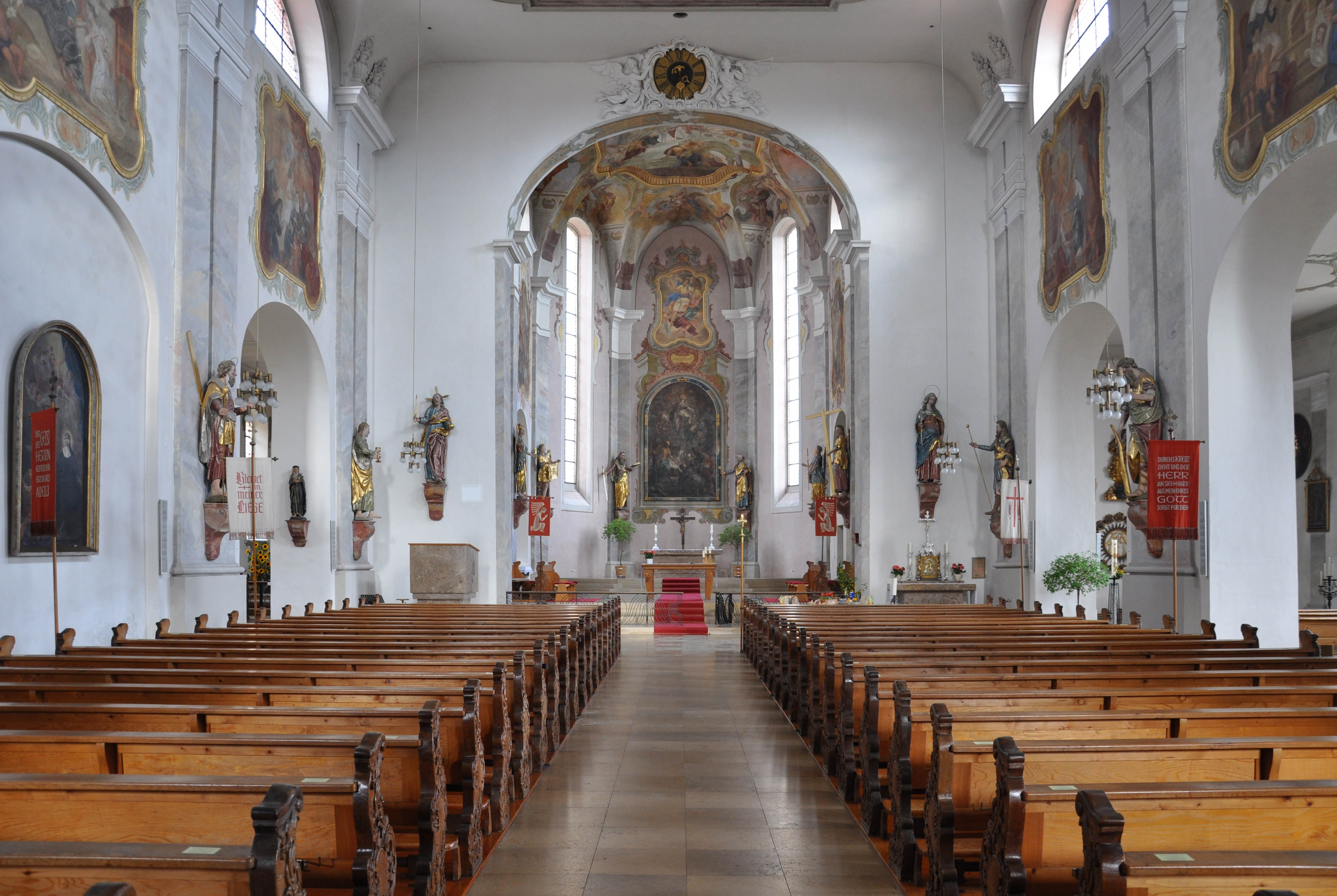
La nef vers le chœur de l'église.
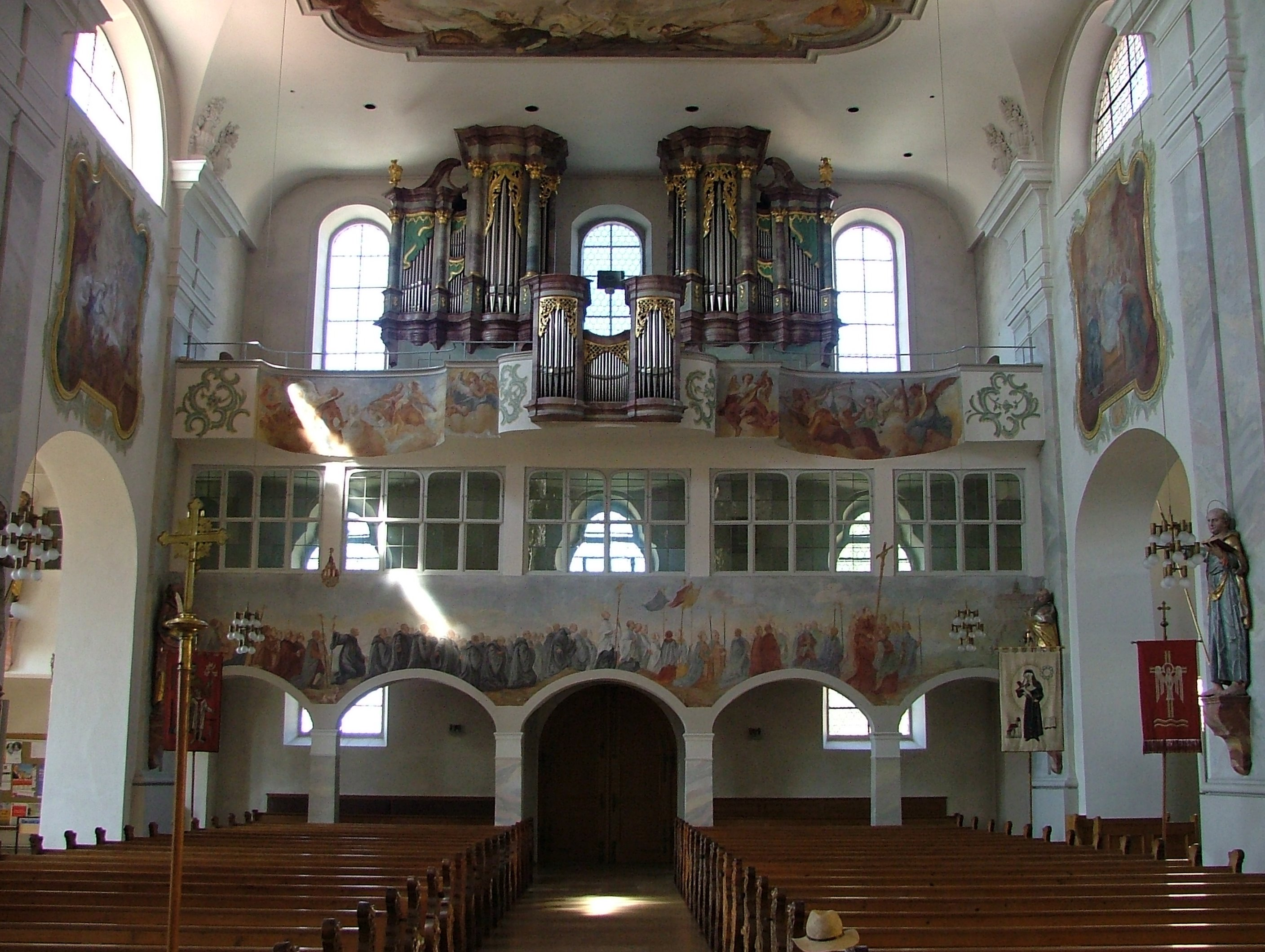
La nef vers l'entrée avec l'orgue Reiser.
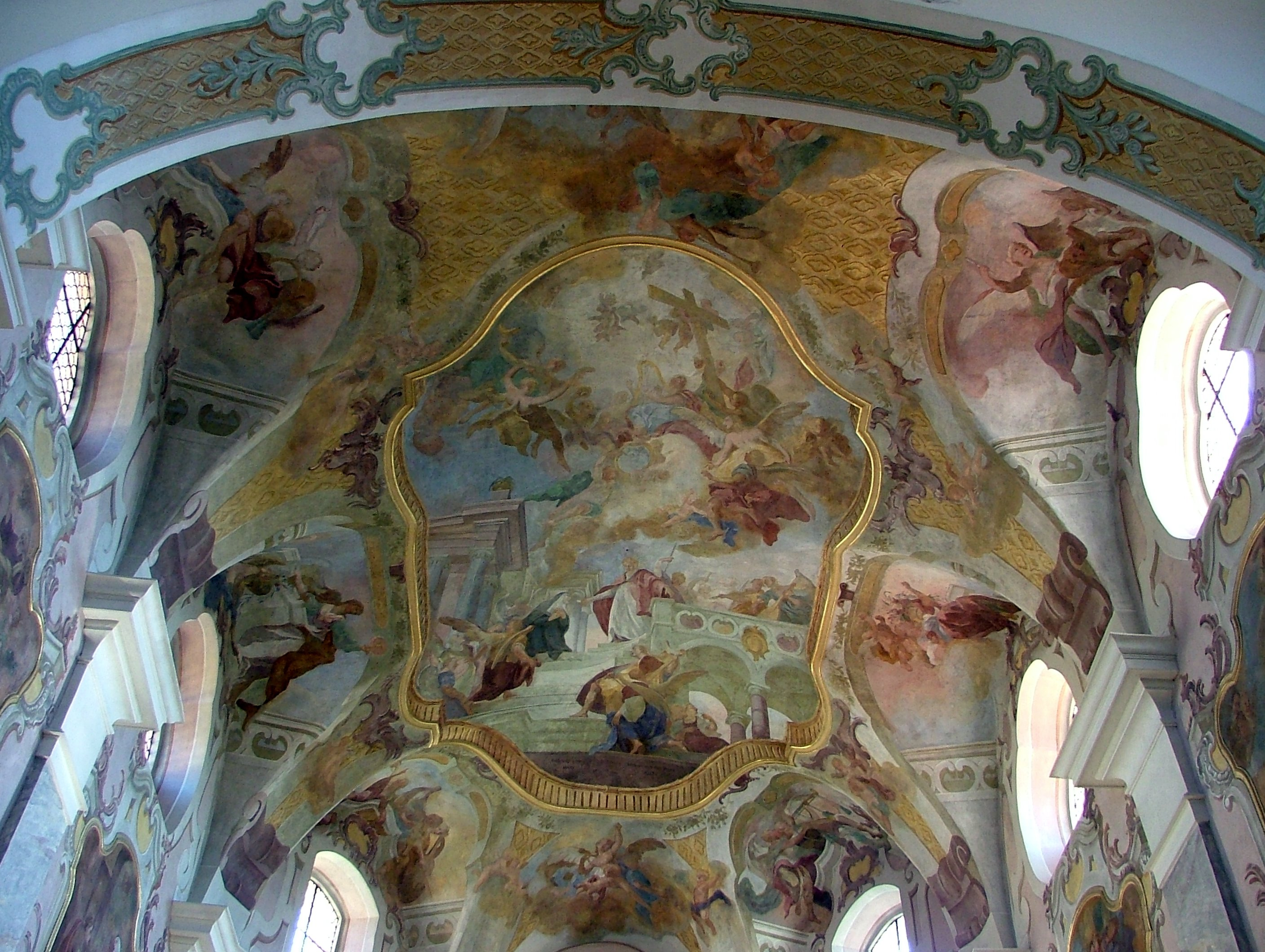
Fresque au plafond d'Eustachius Gabriel (de).
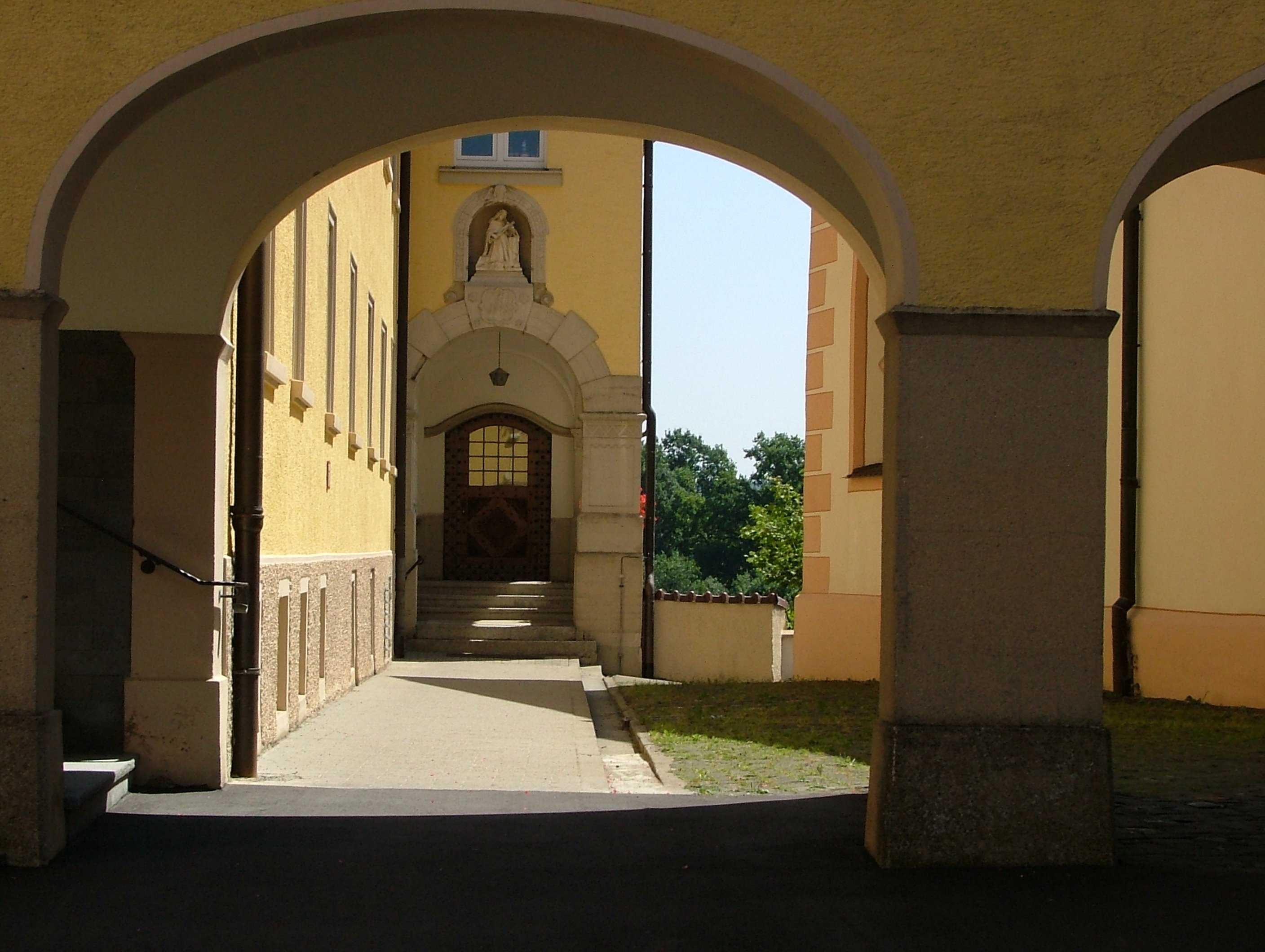
La porte du monastère vers la maison-mère.
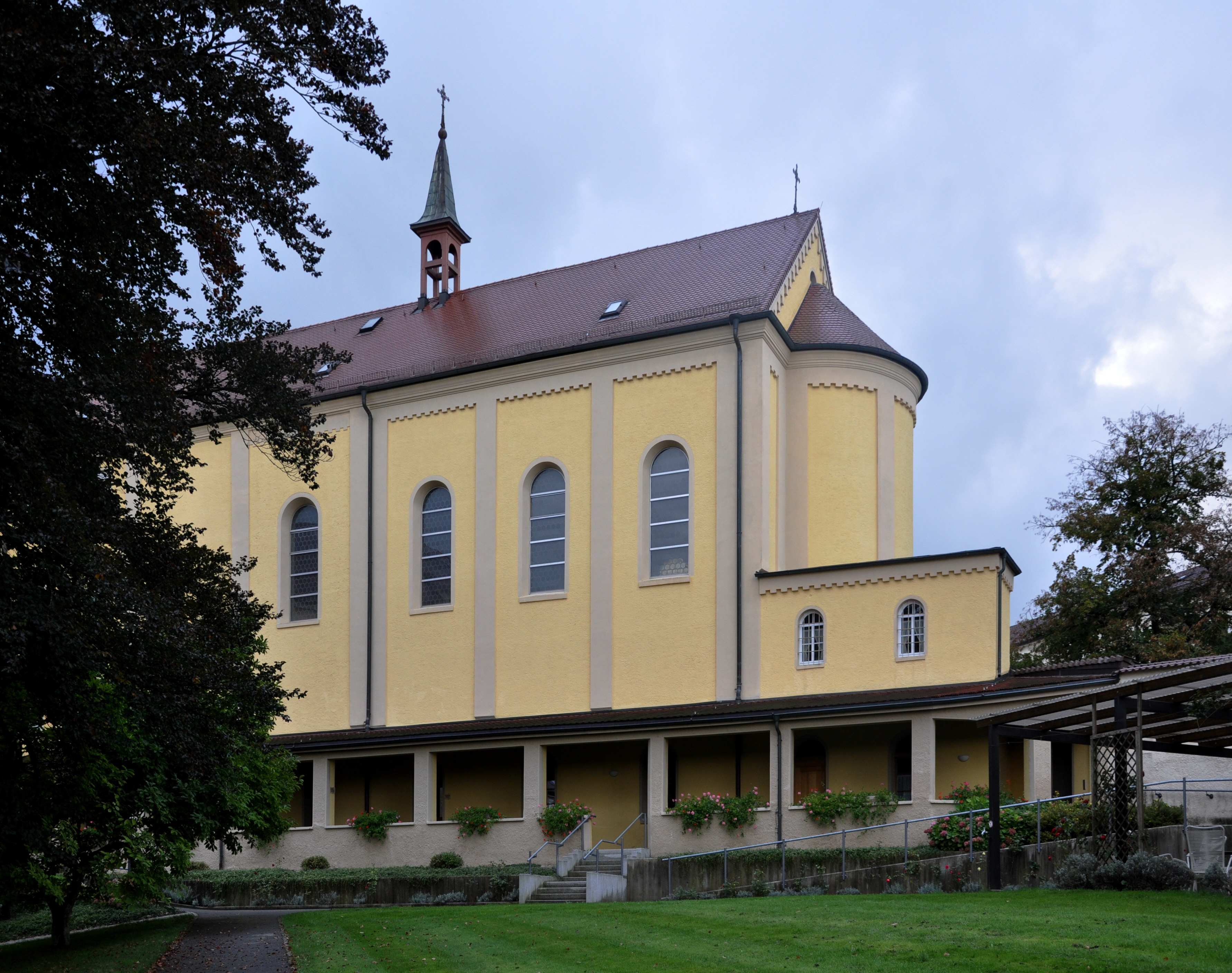
La chapelle Saint-François.
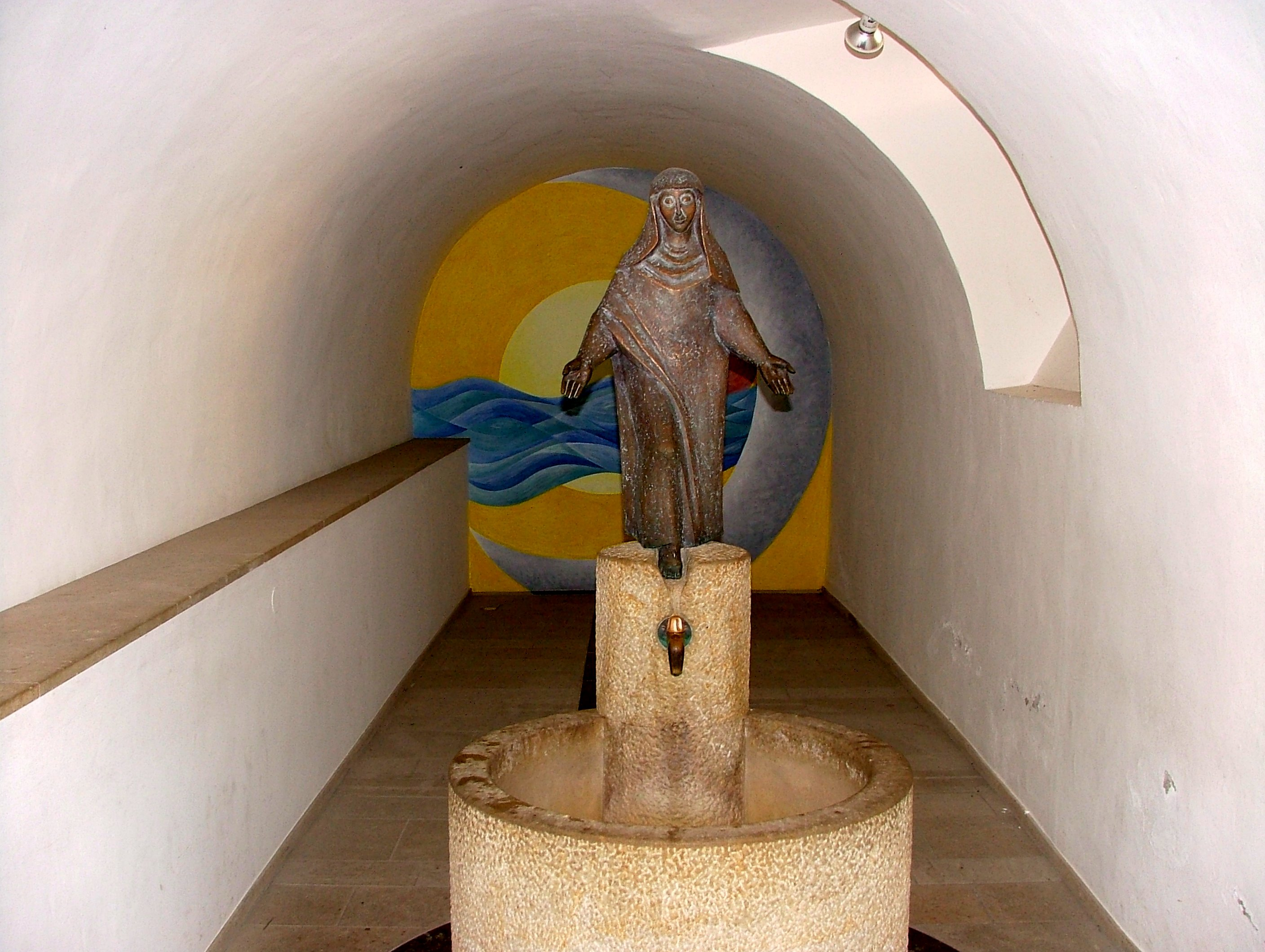
La source de la Bonne Beth (Guten Betha).
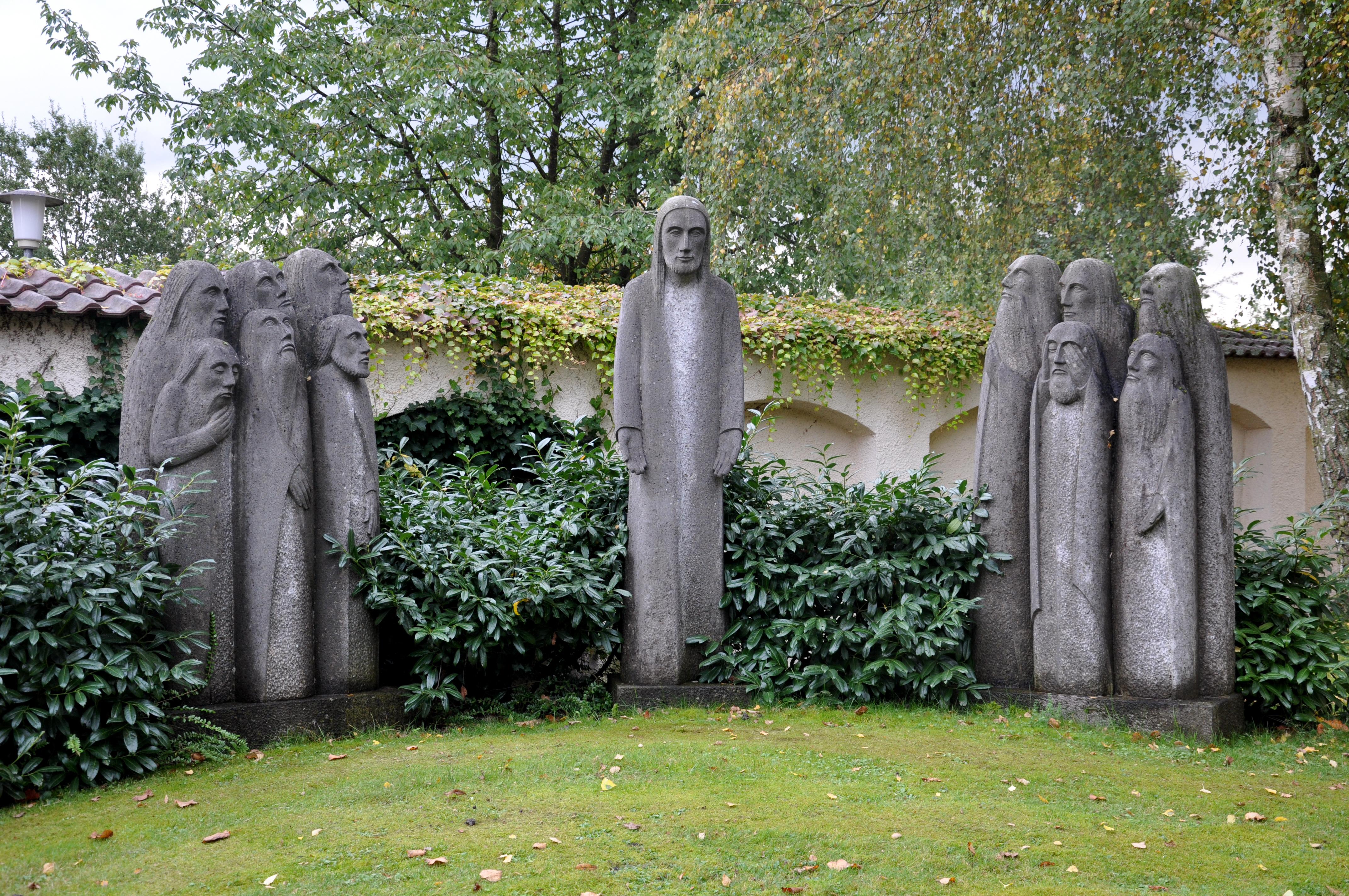
Sculptures du Christ et des apôtres.

## Source
- (de) Cet article est partiellement ou en totalité issu de l’article de Wikipédia en allemand intitulé « Kloster Reute » (voir la liste des auteurs).